# Liste des plantes-hôtes de la bactérie Xylella fastidiosa
La liste des plantes-hôtes de la bactérie Xylella fastidiosa comprend de nombreuses espèces de plantes très diverses : monocotylédones et dicotylédones, herbacées ou arborescentes, cultivées ou sauvages.
On compte 132 espèces appartenant à 45 familles différentes pour la seule sous-espèce fastidiosa responsable de la maladie de Pierce chez la vigne en Californie.
Une grande partie de ces plantes peuvent abriter la bactérie sans montrer de symptômes de maladie (infections asymptomatiques).
Cette liste comprend 13 espèces signalées comme plantes-hôtes à la suite de l'introduction de Xylella fastidiosa en Europe (Italie, province de Lecce) où elle est signalée comme étant l'agent du syndrome du dessèchement rapide de l'olivier depuis octobre 2013.
En France, l'importation des plantes de cette liste est interdite lorsqu'elles proviennent de pays tiers où Xylella fastidiosa est présente ; elle est autorisée sous conditions dans les autres cas. La présence de la bactérie sur le territoire français a été signalée le 22 juillet 2015 sur des plants de Polygala myrtifolia à Propriano (Corse).

## Liste (non exhaustive)
| Genre            | Espèce                                                             | Nom commun                     | Famille          | Pays                                                       | Souche bactérienne |
| ---------------- | ------------------------------------------------------------------ | ------------------------------ | ---------------- | ---------------------------------------------------------- | ------------------ |
| Acacia           | Acacia longifolia (Andrews) Willd.                                 | Mimosa à longues feuilles      | Fabaceae         | États-Unis                                                 |                    |
| Acacia           | Acacia saligna (Labill.) H. L. Wendl.                              | Mimosa bleuâtre                | Fabaceae         | Italie                                                     |                    |
| Acer             |                                                                    | Érables                        | Sapindaceae      | Canada, États-Unis                                         | multiplex          |
| Aesculus         |                                                                    |                                | Sapindaceae      | États-Unis                                                 |                    |
| Agrostis         | Agrostis gigantea Roth                                             | Agrostide géante               | Poaceae          | États-Unis                                                 |                    |
| Albizia          | Albizia julibrissin Durazz.                                        | Albizia, arbre de soie         | Fabaceae         | États-Unis                                                 |                    |
| Alnus .          | Alnus rhombifolia Nutt.                                            | Aulne de Californie            | Betulaceae       | États-Unis                                                 | multiplex          |
| Alternanthera    | Alternanthera tenella Colla                                        | Apaga fogo                     | Amaranthaceae    | Brésil                                                     |                    |
| Amaranthus       | Amaranthus blitoides S. Watson                                     | Amarante fausse blette         | Amaranthaceae    | États-Unis                                                 |                    |
| Ambrosia         | Ambrosia acanthicarpa Hook.                                        |                                | Asteraceae       | États-Unis                                                 |                    |
| Ambrosia         | Ambrosia artemisiifolia L.                                         | Ambroisie à feuilles d'armoise | Asteraceae       | États-Unis                                                 |                    |
| Ambrosia         | Ambrosia trifida’’ L.                                              | Grande herbe à poux            | Asteraceae       | États-Unis                                                 | multiplex          |
| Ampelopsis       | Ampelopsis arborea (L.) Koehne                                     | Vigne arborescente             | Vitaceae         | États-Unis                                                 |                    |
| Ampelopsis       | Ampelopsis cordata Michx.                                          |                                | Vitaceae         | États-Unis                                                 | multiplex          |
| Artemisia        | Artemisia douglasiana Hook.                                        | Armoise de Douglas             | Asteraceae       | États-Unis                                                 |                    |
| Artemisia        | Artemisia vulgaris var. heterophylla (H.M. Hall & Clements) Jepson |                                | Asteraceae       | États-Unis                                                 |                    |
| Avena fatua      | Avena fatua L.                                                     | Folle avoine                   | Poaceae          | États-Unis                                                 |                    |
| Baccharis        | Baccharis halimifolia L.                                           | Séneçon en arbre               | Asteraceae       | États-Unis                                                 |                    |
| Baccharis        | Baccharis pilularis DC.                                            |                                | Asteraceae       | États-Unis                                                 |                    |
| Baccharis        | Baccharis salicifolia (Ruiz & Pav.)                                | Baccharis à feuille de saule   | Asteraceae       | États-Unis                                                 |                    |
| Bidens           | Bidens pilosa L.                                                   | Sornet                         | Asteraceae       | États-Unis                                                 |                    |
| Brachiaria       | Brachiaria decumbens (Stapf)                                       |                                | Poaceae          | Brésil                                                     |                    |
| Brachiaria       | Brachiaria plantaginea (Link) Hitchc.                              |                                | Poaceae          | Brésil                                                     |                    |
| Brassica         |                                                                    |                                | Brassicaceae     | États-Unis                                                 |                    |
| Bromus           | Bromus diandrus Roth                                               | Brome à deux étamines          | Poaceae          | États-Unis                                                 |                    |
| Callicarpa       | Callicarpa americana L.                                            | Callicarpe d'Amérique          | Verbenaceae      | États-Unis                                                 |                    |
| Capsella         | Capsella bursa-pastoris (L.) Medik.                                | Capselle bourse-à-pasteur      | Brassicaceae     | États-Unis                                                 |                    |
| Carex            |                                                                    |                                | Cyperaceae       | États-Unis                                                 |                    |
| Carya            | Carya illinoinensis (Wangenh.) K. Koch                             | Pacanier                       | Juglandaceae     | États-Unis                                                 | multiplex          |
| Cassia           | Cassia tora (L.) Roxb.                                             |                                | Fabaceae         | États-Unis                                                 |                    |
| Catharanthus     |                                                                    |                                | Apocynaceae      | Brésil, États-Unis, Italie                                 |                    |
| Celastrus        | Celastrus orbiculata Thunb.                                        |                                | Celastraceae     | États-Unis                                                 |                    |
| Celtis           | Celtis occidentalis L.                                             | Micocoulier occidental         | Cannabaceae      | États-Unis                                                 | multiplex          |
| Cenchrus         | Cenchrus echinatus L.                                              | Pagote balai                   | Poaceae          | Brésil                                                     |                    |
| Cercis           | Cercis canadensis L.                                               | Gainier du Canada              | Caesalpiniaceae  | États-Unis                                                 | multiplex          |
| Cercis           | Cercis occidentalis Torr.                                          | Gainier de Californie          | Caesalpiniaceae  | États-Unis                                                 | multiplex          |
| Chamaecrista     | Chamaecrista fasciculata (Michx.) Greene                           |                                | Fabaceae         | États-Unis                                                 |                    |
| Chenopodium      | Chenopodium quinoa Willd.                                          | Quinoa                         | Amaranthaceae    | États-Unis                                                 |                    |
| Chionanthus      |                                                                    |                                | Oleaceae         | États-Unis                                                 | multiplex          |
| Chitalpa         | Chitalpa tashkentensis T. S. Elias & Wisura                        |                                | Fabaceae         | États-Unis                                                 |                    |
| Citrus           |                                                                    |                                | Rutaceae         | Argentine, Brésil, Costa Rica, États-Unis                  | multiplex          |
| Coelorachis      | Coelorachis cylindrica (Michx.) Nash                               |                                | Poaceae          | États-Unis                                                 |                    |
| Coffea           |                                                                    | Caféier                        | Rubiaceae        | Brésil, Costa Rica                                         |                    |
| Commelina        | Commelina benghalensis L.                                          |                                | Commelinaceae    | Brésil                                                     |                    |
| Conium           | Conium maculatum L.                                                | Grande ciguë                   | Apiaceae         | États-Unis                                                 |                    |
| Convolvulus      | Convolvulus arvensis L.                                            | Liseron des champs             | Convolvulaceae   | États-Unis                                                 |                    |
| Conyza           | Conyza canadensis (L.) Cronquist                                   | Vergerette du Canada           | Asteraceae       | États-Unis                                                 |                    |
| Cornus           | Cornus florida L.                                                  | Cornouiller à fleurs           | Cornaceae        | États-Unis                                                 |                    |
| Coronopus        | Coronopus didymus (L.) Sm.                                         | Corne-de-cerf à deux lobes     | Brassicaceae     | États-Unis                                                 |                    |
| Cynodon          | Cynodon dactylon (L.) Pers.                                        | Chiendent pied de poule        | Poaceae          | États-Unis                                                 |                    |
| Cyperus          | Cyperus eragrostis Lam.                                            |                                | Cyperaceae       | États-Unis                                                 |                    |
| Cyperus          | Cyperus esculentus L.                                              | Souchet comestible             | Cyperaceae       | États-Unis                                                 |                    |
| Cytisus          | Cytisus scoparius (L.) Link                                        | Genêt à balais                 | Fabaceae         | États-Unis                                                 |                    |
| Datura           | Datura wrightii Regel                                              | Datura de Wright               | Solanaceae       | États-Unis                                                 |                    |
| Digitaria        | Digitaria horizontalis Willd.                                      |                                | Poaceae          | Brésil                                                     |                    |
| Digitaria        | Digitaria insularis (L.) Ekman                                     |                                | Poaceae          | Brésil                                                     |                    |
| Digitaria        | Digitaria sanguinalis (L.) Scop.                                   | Digitaire sanguine             | Poaceae          | États-Unis                                                 |                    |
| Dysphania        | Dysphania ambrosioides (L.) Mosyakin & Clemants                    | Épazote                        | Amaranthaceae    | États-Unis                                                 |                    |
| Duranta          | Duranta erecta L.                                                  | Vanillier de Cayenne           | Verbenaceae      | États-Unis                                                 |                    |
| Echinochloa      | Echinochloa crus-galli (L.) P. Beauv.                              | Panic pied-de-coq              | Poaceae          | États-Unis                                                 |                    |
| Encelia          | Encelia farinosa A. Gray ex Torr.                                  |                                | Asteraceae       | États-Unis                                                 | multiplex          |
| Eriochloa        | Eriochloa contracta Hitchc.                                        | Ériochloé contractée           | Poaceae          | États-Unis                                                 |                    |
| Erodium          |                                                                    |                                | Geraniaceae      |                                                            |                    |
| Escallonia       | Escallonia montevidensis Link & Otto                               | Escallonia de Montevideo       | Escalloniaceae   | États-Unis                                                 |                    |
| Eucalyptus       | Eucalyptus camaldulensis Dehnh.                                    | Gommier de Camaldoli           | Myrtaceae        | États-Unis                                                 |                    |
| Eucalyptus       | Eucalyptus globulus Labill.                                        | Eucalyptus commun              | Myrtaceae        | États-Unis                                                 |                    |
| Eugenia          | Eugenia myrtifolia Sims                                            | Myrte d'Australie              | Myrtaceae        | États-Unis                                                 |                    |
| Euphorbia        | Euphorbia hirta L.                                                 | Euphorbe hérissée              | Euphorbiaceae    | Brésil                                                     |                    |
| Fagus            | Fagus crenata Blume                                                | Hêtre du Japon                 | Fagaceae         | États-Unis                                                 |                    |
| Ficus            | Ficus carica L.                                                    | Figuier                        | Moraceae         | États-Unis                                                 |                    |
| Fragaria         | Fragaria vesca L.                                                  | Fraisier des bois              | Rosaceae         | États-Unis                                                 |                    |
| Fraxinus         | Fraxinus americana L.                                              | Frêne blanc                    | Oleaceae         | États-Unis                                                 | multiplex          |
| Fraxinus         | Fraxinus dipetala Hook. & Arn.                                     | Frêne californien              | Oleaceae         | États-Unis                                                 |                    |
| Fraxinus         | Fraxinus latifolia Benth.                                          | Frêne de l'Oregon              | Oleaceae         | États-Unis                                                 |                    |
| Fraxinus         | Fraxinus pennsylvanica Marshall                                    | Frêne rouge de Pennsylvanie    | Oleaceae         | États-Unis                                                 | multiplex          |
| Fuchsia          | Fuchsia magellanica Lam.                                           | Fuchsia de Magellan            | Onagraceae       | États-Unis                                                 |                    |
| Genista          | Genista monspessulana (L.) L. A. S. Johnson                        | Genêt de Montpellier           | Fabaceae         | États-Unis                                                 |                    |
| Geranium         | Geranium dissectum L.                                              | Géranium à feuilles découpées  | Geraniaceae      | États-Unis                                                 |                    |
| Ginkgo           | Ginkgo biloba L.                                                   | Arbre aux quarante écus        | Ginkgoaceae      | États-Unis                                                 | multiplex          |
| Gleditsia        | Gleditsia triacanthos L.                                           | Févier d'Amérique              | Fabaceae         | États-Unis                                                 | multiplex          |
| Hedera           | Hedera helix L.                                                    | Lierre grimpant                | Araliaceae       | États-Unis                                                 |                    |
| Helianthus       | Helianthus annuus L.                                               | Tournesol                      | Asteraceae       | États-Unis                                                 | multiplex          |
| Hemerocallis     |                                                                    | Hémérocalle                    | Xanthorrhoeaceae | États-Unis                                                 |                    |
| Heteromeles      | Heteromeles arbutifolia (Lindl.) M. Roem.                          | Toyon                          | Rosaceae         | États-Unis                                                 |                    |
| Hibiscus         | Hibiscus schizopetalus (Masters) J.D. Hooker                       | Lanterne japonaise             | Malvaceae        | Brésil                                                     |                    |
| Hibiscus         | Hibiscus syriacus L.                                               | Hibiscus                       | Malvaceae        | États-Unis                                                 |                    |
| Hordeum          | Hordeum murinum L.                                                 | Orge des rats                  | Poaceae          | États-Unis                                                 |                    |
| Hydrangea        | Hydrangea paniculata Siebold                                       |                                | Hydrangeaceae    | États-Unis                                                 |                    |
| Ilex             | Ilex vomitoria Sol. ex Aiton                                       |                                | Aquifoliaceae    | États-Unis                                                 |                    |
| Ipomoea          | Ipomoea purpurea (L.) Roth                                         | Volubilis                      | Convolvulaceae   | États-Unis                                                 |                    |
| Iva              | Iva annua L.                                                       |                                | Asteraceae       | États-Unis                                                 | multiplex          |
| Jacaranda        | Jacaranda mimosifolia D. Don                                       | Flamboyant bleu                | Bignoniaceae     | États-Unis                                                 |                    |
| Juglans          |                                                                    | Noyer                          | Juglandaceae     | États-Unis                                                 |                    |
| Juniperus        | Juniperus ashei J. Buchholz                                        | Genévrier d'Ashe               | Cupressaceae     | États-Unis                                                 |                    |
| Koelreuteria     | Koelreuteria bipinnata Franch.                                     |                                | Sapindaceae      | États-Unis                                                 | multiplex          |
| Lactuca          | Lactuca serriola L.                                                | Laitue scariole                | Asteraceae       | États-Unis                                                 |                    |
| Lagerstroemia    | Lagerstroemia indica L.                                            | Lilas d'été                    | Lythraceae       | États-Unis                                                 | multiplex          |
| Lavandula        | Lavandula dentata L.                                               | Lavande dentée                 | Lamiaceae        | États-Unis                                                 |                    |
| Ligustrum        | Ligustrum lucidum L.                                               | Troène de Chine                | Oleaceae         | États-Unis                                                 |                    |
| Lippia           | Lippia nodiflora (L.) Greene                                       | Verveine nodiflore             | Verbenaceae      | États-Unis                                                 |                    |
| Liquidambar      | Liquidambar styraciflua L.                                         | Copalme d'Amérique             | Altingiaceae     | États-Unis                                                 | multiplex          |
| Liriodendron     | Liriodendron tulipifera L.                                         | Tulipier de Virginie           | Magnoliaceae     | États-Unis                                                 | multiplex          |
| Lolium           | Lolium perenne L.                                                  | Ray-grass anglais              | Poaceae          | États-Unis                                                 |                    |
| Lonicera         | Lonicera japonica (L.) Thunb.                                      | Chèvrefeuille du Japon         | Caprifoliaceae   | États-Unis                                                 |                    |
| Ludwigia         | Ludwigia grandiflora (Michx.) Greuter & Burdet                     | Jussie à grandes fleurs        | Onagraceae       | États-Unis                                                 |                    |
| Lupinus          | Lupinus aridorum McFarlin ex Beckner                               |                                | Fabaceae         | États-Unis                                                 |                    |
| Lupinus          | Lupinus villosus Willd.                                            | Lupin chevelu                  | Fabaceae         | États-Unis                                                 | multiplex          |
| Magnolia         | Magnolia grandiflora L.                                            | Magnolia à grandes fleurs      | Magnoliaceae     | États-Unis                                                 |                    |
| Malva            |                                                                    | Mauve                          | Malvaceae        | États-Unis                                                 |                    |
| Marrubium        | Marrubium vulgare L.                                               | Marrube blanc                  | Lamiaceae        | États-Unis                                                 |                    |
| Medicago         | Medicago polymorpha L.                                             | Luzerne à fruits nombreux      | Fabaceae         | États-Unis                                                 |                    |
| Medicago         | Medicago sativa L.                                                 | Luzerne cultivée               | Fabaceae         | Brésil, États-Unis                                         |                    |
| Melilotus        |                                                                    |                                | Fabaceae         | États-Unis                                                 |                    |
| Melissa          | Melissa officinalis L.                                             | Mélisse officinale             | Lamiaceae        | États-Unis                                                 |                    |
| Metrosideros     |                                                                    |                                | Myrtaceae        | États-Unis                                                 |                    |
| Modiola          | Modiola caroliniana (L.) G. Don                                    | Mauve de Caroline              | Malvaceae        | États-Unis                                                 |                    |
| Montia           | Montia linearis (Hook.) Greene                                     |                                | Montiaceae       | États-Unis                                                 |                    |
| Morus            |                                                                    |                                | Moraceae         | États-Unis                                                 |                    |
| Myrtus           | Myrtus communis L.                                                 | Myrte commun                   | Myrtaceae        | Italie                                                     |                    |
| Nandina          | Nandina domestica Murray                                           | bambou sacré                   | Berberidaceae    | États-Unis                                                 |                    |
| Neptunia         | Neptunia lutea (Leavenw.) Benth.                                   | Neptunia jaune                 | Fabaceae         | États-Unis                                                 |                    |
| Nerium           | Nerium oleander L.                                                 | Laurier-rose                   | Apocynaceae      | Costa Rica, États-Unis, Italie                             |                    |
| Nicotiana        | Nicotiana glauca Graham                                            | Tabac glauque                  | Solanaceae       | États-Unis                                                 |                    |
| Olea             | Olea europaea L.                                                   | Olivier                        | Oleaceae         | Italie, États-Unis                                         | multiplex          |
| Origanum         | Origanum majorana L.                                               | Marjolaine                     | Lamiaceae        | États-Unis                                                 |                    |
| Paspalum         | Paspalum dilatatum Poir.                                           | Herbe de Dallis                | Poaceae          | États-Unis                                                 |                    |
| Persea           | Persea americana Mill.                                             | Avocatier                      | Lauraceae        | Costa Rica                                                 |                    |
| Phoenix          | Phoenix reclinata Jacq.                                            | Palmier du Sénégal             | Arecaceae        | États-Unis                                                 |                    |
| Phoenix          | Phoenix roebelenii O'Brien                                         | Dattier du Mékong              | Arecaceae        | États-Unis                                                 |                    |
| Pinus            | Pinus taeda L.                                                     | Pin à l'encens                 | Pinaceae         | États-Unis                                                 |                    |
| Pistacia         | Pistacia vera L.                                                   | Pistachier vrai                | Anacardiaceae    | États-Unis                                                 |                    |
| Plantago         | Plantago lanceolata L.                                             | Plantain lancéolé              | Plantaginaceae   | États-Unis                                                 |                    |
| Platanus         |                                                                    | Platanes                       | Platanaceae      | États-Unis                                                 | multiplex          |
| Pluchea          | Pluchea odorata (L.) Cass.                                         |                                | Asteraceae       | États-Unis                                                 |                    |
| Poa              | Poa annua L.                                                       | Pâturin annuel                 | Poaceae          | États-Unis                                                 |                    |
| Polygala         | Polygala myrtifolia L.                                             | Polygale à feuille de myrte    | Polygalaceae     | France (Corse), Italie (lecce)                             | multiplex          |
| Polygonum        | Polygonum arenastrum Boreau                                        |                                | Polygonaceae     | États-Unis                                                 |                    |
| Polygonum        | Polygonum lapathifolium (L.) Delarbre                              | Renouée des graviers           | Polygonaceae     | États-Unis                                                 |                    |
| Polygonum        | Polygonum persicaria Gray                                          | Renouée persicaire             | Polygonaceae     | États-Unis                                                 |                    |
| Populus          | Populus fremontii S. Watson                                        | Peuplier noir de Californie    | Salicaceae       | États-Unis                                                 |                    |
| Portulaca        |                                                                    |                                | Portulacaceae    | États-Unis                                                 |                    |
| Prunus           |                                                                    |                                | Rosaceae         | Brésil, États-Unis, Italie, Paraguay                       | multiplex          |
| Prunus           | Prunus dulcis L.                                                   | Amandier                       | Rosaceae         | Brésil, Italie                                             |                    |
| Pyrus            | Pyrus pyrifolia (Burm. f.) Nakai                                   | Nashi                          | Rosaceae         | Taïwan                                                     |                    |
| Quercus          |                                                                    | Chênes                         | Fagaceae         | États-Unis                                                 | multiplex          |
| Ranunculus       | Ranunculus repens L.                                               | Renoncule rampante             | Ranunculaceae    | États-Unis                                                 |                    |
| Ratibida         | Ratibida columnifera (Nutt.) Wooton & Standl.                      | Ratibida en colonne            | Asteraceae       | États-Unis                                                 | multiplex          |
| Rhamnus          | Rhamnus alaternus L.                                               | Nerprun alaterne               | Rhamnaceae       | Italie                                                     |                    |
| Rhus             | Rhus diversiloba Torr. & A. Gray                                   | Sumac de l'Ouest               | Anacardiaceae    | États-Unis                                                 |                    |
| Rosa             | Rosa californica Cham. & Schldl.                                   | Rosier de Californie           | Rosaceae         | États-Unis                                                 |                    |
| Rosmarinus       | Rosmarinus officinalis L.                                          | Romarin officinal              | Lamiaceae        | États-Unis, Italie                                         |                    |
| Rubus            |                                                                    |                                | Rosaceae         | États-Unis                                                 | multiplex          |
| Rumex            | Rumex crispus L.                                                   | Oseille crépue                 | Polygonaceae     | États-Unis                                                 |                    |
| Salix            |                                                                    | Saule                          | Salicaceae       | États-Unis                                                 |                    |
| Salsola          | Salsola tragus L.                                                  | Soude roulante                 | Amaranthaceae    | États-Unis                                                 |                    |
| Salvia mellifera | Salvia mellifera Greene                                            | Sauge mellifère                | Lamiaceae        | États-Unis                                                 | multiplex          |
| Sambucus         |                                                                    | Sureau                         | Adoxaceae        | États-Unis                                                 |                    |
| Sapindus         | Sapindus saponaria L.                                              | Savonnier                      | Sapindaceae      | États-Unis                                                 | multiplex          |
| Schinus          | Schinus molle L.                                                   | Faux-poivrier                  | Anacardiaceae    | États-Unis                                                 |                    |
| Senecio          | Senecio vulgaris L.                                                | Séneçon commun                 | Asteraceae       | États-Unis                                                 |                    |
| Setaria          | Setaria magna Griseb.                                              | Sétaire géante                 | Poaceae          | États-Unis                                                 |                    |
| Silybum          | Silybum marianum (L.) Gaertn.                                      | Chardon Marie                  | Asteraceae       | États-Unis                                                 |                    |
| Simmondsia       | Simmondsia chinensis (Link) C. K. Schneid.                         | Jojoba                         | Simmondsiaceae   | États-Unis                                                 |                    |
| Sisymbrium       | Sisymbrium irio L.                                                 | Roquette jaune                 | Brassicaceae     | États-Unis                                                 |                    |
| Solanum          | Solanum americanum Mill.                                           | Morelle d'Amérique             | Solanaceae       | Brésil                                                     |                    |
| Solanum          | Solanum elaeagnifolium Cav.                                        | Morelle jaune                  | Solanaceae       | États-Unis                                                 |                    |
| Solidago         | Solidago virgaurea L.                                              | Solidage verge d'or            | Asteraceae       | États-Unis                                                 | multiplex          |
| Sonchus          |                                                                    | Laiteron                       | Asteraceae       |                                                            |                    |
| Sorghum          |                                                                    | Sorgho                         | Poaceae          | États-Unis                                                 |                    |
| Spartium         | Spartium junceum L.                                                | Genêt d'Espagne                | Fabaceae         | États-Unis, Italie                                         |                    |
| Spermacoce       | Spermacoce latifolia Aubl.                                         | Gros macornet                  | Rubiaceae        | Brésil                                                     |                    |
| Stellaria        | Stellaria media (L.) Vill.                                         | Stellaire intermédiaire        | Caryophyllaceae  | États-Unis                                                 |                    |
| Tillandsia       | Tillandsia usneoides (L.) L.                                       | Mousse espagnole               | Bromeliaceae     | États-Unis                                                 |                    |
| Toxicodendron    | Toxicodendron diversilobum (Torr. & A. Gray) Greene                | Sumac de l'Ouest               | Anacardiaceae    | États-Unis                                                 |                    |
| Trifolium        | Trifolium repens L.                                                | Trèfle blanc                   | Fabaceae         | États-Unis                                                 |                    |
| Ulmus            | Ulmus americana L.                                                 | Orme d'Amérique                | Ulmaceae         | Canada, États-Unis                                         | multiplex          |
| Ulmus            | Ulmus crassifolia Nutt.                                            | Orme cèdre                     | Ulmaceae         | États-Unis                                                 | multiplex          |
| Umbellularia     | Umbellularia californica (Hook. & Arn.) Nutt.                      | Laurier de Californie          | Lauraceae        | États-Unis                                                 |                    |
| Urtica           | Urtica dioica L.                                                   | Grande ortie                   | Urticaceae       | États-Unis                                                 |                    |
| Urtica           | Urtica urens L.                                                    | Ortie brûlante                 | Urticaceae       | États-Unis                                                 |                    |
| Vaccinium        |                                                                    |                                | Ericaceae        | États-Unis                                                 | multiplex          |
| Verbena          | Verbena litoralis Kunth                                            |                                | Verbenaceae      | États-Unis                                                 |                    |
| Veronica         |                                                                    |                                | Plantaginaceae   | États-Unis                                                 |                    |
| Vicia            | Vicia faba L.                                                      | Fève                           | Fabaceae         |                                                            |                    |
| Vinca            |                                                                    | Pervenche                      | Apocynaceae      | Italie, États-Unis                                         | multiplex          |
| Vitis            |                                                                    | Vigne                          | Vitaceae         | Brésil, Costa Rica, États-Unis, Mexique, Taïwan, Venezuela |                    |
| Westringia       | Westringia fruticosa (Willd.) Druce                                | Romarin d'Australie            | Lamiaceae        | Italie                                                     |                    |
| Xanthium         | Xanthium spinosum L.                                               | Lampourde épineuse             | Asteraceae       | États-Unis                                                 |                    |
| Xanthium         | Xanthium strumarium L.                                             | Lampourde glouteron            | Asteraceae       | États-Unis                                                 | multiplex          |